# Monkstown (Dublin)
Monkstown (irl.: Baile na Manach) – dzielnica Dublina w Irlandii, położona w południowej części miasta, w hrabstwie Dún Laoghaire-Rathdown. Dzielnica jest położona pomiędzy Blackrock i Dún Laoghaire.